# Thierry Lacroix
Thierry Lacroix, nascut el 2 de març de 1967 a Nogaro, al Gers (Occitània), és un antic jugador de rugbi a XV francès, evolucionant al lloc de mig d'obertura o tres quarts centre.
Quan el rugbi no era encara professional, exercia igualment la professió de cinesiterapeuta.
Participa en els Copa del món de rugby 1991 i 1995, del qual és el millor marcador amb 112 punts.
Després d'aquesta última, arriba a la Sud-àfrica on juga per al Natal. Hi guanya dos Currie Cup del qual la primera el 1995 contra els seus compatriotes Laurent Cabannes i Olivier Roumat que jugaven per a la Western Província.
De tornada a Europa, arriba a Anglaterra als Harlequins.
En total, la seva carrera al més alt nivell s'ha estès sobre escassos vint anys, fins a l'edat de 37 anys.
Es fa llavors consultor-rugby, en principi sobre France Télévisions després sobre TF1 i Eurosport.